# Pensilva
Pensilva – wieś w Anglii, w Kornwalii. Leży 91 km na północny wschód od miasta Penzance i 321 km na zachód od Londynu. W 2001 miejscowość liczyła 1566 mieszkańców.